# Jennifer Coolidge
 Jennifer Audrey Coolidge (Boston, 28 de agosto de 1961) é uma atriz, comediante, dubladora e ativista americana. Com atuações no cinema e na televisão, principalmente no gênero comédia, Coolidge recebeu vários prêmios, incluindo um Globo de Ouro e dois Emmy Awards. Em 2023, Coolidge foi nomeado pela Time como uma das 100 pessoas mais influentes do mundo. Tornou-se conhecida ao atuar na franquia American Pie (1999–2012), onde popularizou o termo MILF, interpretando Janine Stifler a atraente "mãe do Stifler". Recebeu aclamação da crítica no papel de Tanya, na série de televisão antológica The White Lotus, pela qual venceu inúmeros prêmios, incluindo o Emmy e o Globo de Ouro.
Ela também é conhecida por atuar no filmes Legalmente Loira e Legalmente Loira 2 como Paulette Bonafonté Parcelle, e como a vilã Fiona Montgomery em A Cinderella Story. Coolidge também é uma atriz regular nos filmes e mocumentários de Christopher Guest, como Best in Show, A Mighty Wind, For Your Consideration, e Mascots. Na televisão, ela é conhecida por seus papéis como Roberta "Bobbie" Morganstern na sitcom da NBC Joey (2004-2006), como Betty na série de drama adolescente ABC The Secret Life of the American Teenager Americano (2008-2012), e como Zofia "Sophie" Kuchenski na sitcom da CBS 2 Broke Girls (2011-2017).
Coolidge é uma ex-aluna do The Groundlings, uma trupe de comédia de improvisação de Los Angeles.

## Vida pessoal
Coolidge namorou o comediante Chris Kattan.
Cenas interiores de The Beguiled (2017) foram filmadas na casa de Coolidge em Nova Orleans.
Seu trabalho de caridade incluiu uma história de apoio e assistência à AIDS e aos direitos dos animais.

## Na cultura popular
Devido ao seu papel em Legalmente Loira, a voz de Coolidge é objeto de imitação popular. Ariana Grande fez uma imitação dela no The Tonight Show Starring Jimmy Fallon em maio de 2018. Coolidge reagiu positivamente à imitação de Grande no Instagram dizendo; "Fico sempre tão impressionada quando alguém pode me imitar muito bem, mas @arianagrande é tão boa em @fallontonight, receio que ela me apresente a mim mesma".

## Filmografia

### Cinema
| Ano  | Título                                                      | Papel                        | Notas         |
| ---- | ----------------------------------------------------------- | ---------------------------- | ------------- |
| 1995 | Not of this Earth                                           | Enfermeira                   |               |
| 1995 | Love and Happiness                                          | Jeringir                     |               |
| 1997 | Plump Fiction                                               | Sister Sister                |               |
| 1997 | Trial and Error                                             | Jacqueline                   |               |
| 1998 | Slappy and the Stinkers                                     | Harriet                      |               |
| 1998 | A Night at the Roxbury                                      | Policial gostosa             |               |
| 1998 | Brown's Requiem                                             | Helen                        |               |
| 1999 | Austin Powers: The Spy Who Shagged Me                       | Mulher no jogo de futebol    |               |
| 1999 | American Pie                                                | Mãe de Stifler               |               |
| 2000 | The Broken Hearts Club: A Romantic Comedy                   | Betty                        |               |
| 2000 | Best in Show                                                | Sherri Ann Cabot             |               |
| 2001 | Down to Earth                                               | Sra. Wellington              |               |
| 2001 | Legally Blonde                                              | Paulette                     |               |
| 2001 | Pootie Tang                                                 | Ireenie                      |               |
| 2001 | American Pie 2                                              | Mãe de Stifler               | Não creditada |
| 2001 | Zoolander                                                   | Designer americana           |               |
| 2003 | A Mighty Wind                                               | Amber Cole                   |               |
| 2003 | As Virgins Fall                                             | Janice Denver                |               |
| 2003 | Carolina                                                    | Tia Marilyn                  |               |
| 2003 | Legally Blonde 2: Red, White & Blonde                       | Paulette Parcelle            |               |
| 2003 | American Wedding                                            | Mãe de Stifler               |               |
| 2003 | Testosterone                                                | Louise                       |               |
| 2004 | A Cinderella Story                                          | Fiona                        |               |
| 2004 | Lemony Snicket's A Series of Unfortunate Events             | Mulher de rosto branco       |               |
| 2005 | Robots                                                      | Tia Fanny                    |               |
| 2006 | Date Movie                                                  | Roz Fockyerdoder             |               |
| 2006 | American Dreamz                                             | Martha Kendoo                |               |
| 2006 | Click                                                       | Janine                       |               |
| 2006 | For Your Consideration                                      | Whitney Taylor Brown         |               |
| 2007 | Epic Movie                                                  | Vadia branca                 |               |
| 2008 | Dr. Dolittle: Tail to the Chief                             | Daisy                        |               |
| 2008 | Foreign Exchange                                            | Diretora Lonnatini           |               |
| 2008 | Igor                                                        | Jaclyn / Heidi               |               |
| 2008 | Soul Men                                                    | Rosalee                      |               |
| 2009 | ExTerminators                                               | Stella                       |               |
| 2009 | A Good Funeral                                              | Helen                        |               |
| 2009 | Bad Lieutenant: Port of Call New Orleans                    | Genevieve                    |               |
| 2009 | Gentlemen Broncos                                           | Judith                       |               |
| 2010 | The Jack of Spades                                          | Monica                       |               |
| 2011 | Mangus!                                                     | Cookie Richardson            |               |
| 2012 | American Reunion                                            | Mãe de Stifler               |               |
| 2013 | Austenland                                                  | Senhorita Elizabeth Charming |               |
| 2014 | Alexander and the Terrible, Horrible, No Good, Very Bad Day | Srta. Suggs                  |               |
| 2015 | Hell and Back                                               | Durmessa                     |               |
| 2015 | Alvin and the Chipmunks: The Road Chip                      | Srta. Price                  |               |
| 2016 | Mascots                                                     | Jolene Lumpkin               |               |
| 2017 | The Emoji Movie                                             | Mary Meh                     |               |
| 2017 | The New Adventures of Max                                   | Sra. Cogumelo / Canário      |               |
| 2020 | Like a Boss                                                 | Sydney                       |               |
| 2020 | Promising Young Woman                                       | Susan Thomas                 |               |
| 2020 | Bobbleheads: The Movie                                      | Binky                        |               |
| 2021 | Swan Song                                                   | Dee Dee Dale                 |               |
| 2021 | Single All the Way                                          | Tia Sandy                    |               |
| 2022 | Shotgun Wedding                                             | Carol Fowler                 |               |
| 2023 | We Have a Ghost                                             |                              |               |

### Televisão
| Ano       | Título                                                 | Papel                         | Notas                                            |
| --------- | ------------------------------------------------------ | ----------------------------- | ------------------------------------------------ |
| 1993      | Seinfeld                                               | Jodi                          | Episódio: "The Masseuse"                         |
| 1995      | A Bucket of Blood                                      | Garota estúpida               | Filme de TV                                      |
| 1995      | The Monroes                                            | Marcia Kelly                  | Episódio: "Educating Billy"                      |
| 1997-1999 | King of the Hill                                       | Senhorita June Kremzer        | 4 episódios                                      |
| 1998      | Alright Already                                        | Rhonda                        | Episódio: "Again with the Hockey Player: Part 1" |
| 1998      | Rude Awakening                                         | Sue                           | 2 episódios                                      |
| 1999      | Ladies Man                                             | Helen                         | Episódio: "Neutered Jimmy"                       |
| 2001      | The Andy Dick Show                                     | Nancy Bunting                 | Episódio: "Kid Krist"                            |
| 2001      | Frasier                                                | Frederica                     | Episódio: "Forgotten But Not Gone"               |
| 2001      | Dead Last                                              | Annalee                       | Episódio: "Laughlin It Up"                       |
| 2002      | Women vs. Men                                          | Shelly                        | Filme de TV                                      |
| 2002      | Do Over                                                | Gwen Brody                    | Episódio: "Cold War"                             |
| 2003-2004 | According to Jim                                       | Roxanne                       | 3 episódios                                      |
| 2003      | Sex and the City                                       | Victoria                      | Episódio: "The Perfect Present"                  |
| 2003      | Friends                                                | Amanda Buffamonteezi          | Episódio: "The One with Ross's Tan"              |
| 2004      | Game Over                                              | Ramona / Amazon               | Episódio: "Into the Woods"                       |
| 2004-2006 | Joey                                                   | Bobbie Morganstern            | 46 episódios                                     |
| 2004      | Father of the Pride                                    | Tracy                         | Episódio: "And the Revolution Continues"         |
| 2004      | As Told by Ginger                                      | Nikki LaPorte                 | Episódio: "The Wedding Frame"                    |
| 2005      | Hopeless Pictures                                      | Traci                         | 3 episódios                                      |
| 2007-2009 | Nip/Tuck                                               | Candy Richards / Coco         | 3 episódios                                      |
| 2008      | The Closer                                             | Angie Serabian                | Episódio: "Dial M for Provenza"                  |
| 2008-2012 | The Secret Life of the American Teenager               | Betty                         | 35 episódios                                     |
| 2008      | Living Proof                                           | Tish                          | Filme de TV                                      |
| 2008      | Rick & Steve: The Happiest Gay Couple in All the World | Fannie Mae                    | Episódio: "Mom Fight"                            |
| 2009      | Kath & Kim                                             | Lenore                        | Episódio: "Celebrity"                            |
| 2009      | Party Down                                             | Bobbie St. Brown              | 2 episódios                                      |
| 2009      | Bollywood Hero                                         | Ela mesma                     | 2 episódios                                      |
| 2010-2012 | The Life and Times of Tim                              | Atriz / Mãe de Debbie / Amber | 3 episódios                                      |
| 2010      | Beauty & the Briefcase                                 | Alicia                        | Filme de TV                                      |
| 2010-2013 | Hero Factory                                           | Repórter / Daniella Capricorn | 3 episódios                                      |
| 2011-2012 | Fish Hooks                                             | Srta. Lips / Doris            | 7 episódios                                      |
| 2012      | The Game                                               | Marissa                       | Episódio: "Skeletons"                            |
| 2012      | Napoleon Dynamite                                      | Sra. Moser                    | 2 episódios                                      |
| 2012-2017 | 2 Broke Girls                                          | Sophie Kaczyński              | 124 episódios                                    |
| 2012-2016 | Gravity Falls                                          | Lazy Susan                    | 16 episódios                                     |
| 2015      | Glee                                                   | Whitney S. Pierce             | 2 episódios                                      |
| 2015      | Inside Amy Schumer                                     | Cleopatricia Sherman          | Episódio: "Babies and Bustiers"                  |
| 2015      | TripTank                                               | Mãe                           | Episódio: "Steve's Family"                       |
| 2017      | Wally's Opening Day                                    | Stunk                         | Filme de TV                                      |
| 2017      | American Dad!                                          | Caroline                      | Episódio: "A Whole Slotta Love"                  |
| 2018-2022 | The Loud House                                         | Myrtle                        | 5 episódios                                      |
| 2019      | The Cool Kids                                          | Bonnie                        | Episódio: "Sid's Ex-Wife"                        |
| 2020-2021 | The Fungies!                                           | Vários                        | 46 episódios                                     |
| 2020      | Royalties                                              | Miriam Hale                   | 3 episódios                                      |
| 2021      | Arlo the Alligator Boy                                 | Stucky                        | Filme de TV                                      |
| 2021      | Rick and Morty                                         | Daphne                        | Episódio: "A Rickconvenient Mort"                |
| 2021-2022 | The White Lotus                                        | Tanya McQuoid                 | 13 episódios                                     |
| 2021      | I Heart Arlo                                           | Stucky                        | 3 episódios                                      |
| 2021      | Ten Year Old Tom                                       | Mãe de Dakota                 | 5 episódios                                      |
| 2022      | The Watcher                                            | Karen Calhoun                 | 7 episódios                                      |

### Video game
| Ano  | Título | Papel     |
| ---- | ------ | --------- |
| 2005 | Robots | Tia Fanny |